# Философия Николая Гартмана

Николай Гартман

Филосо́фия Никола́я Га́ртмана — философское учение, созданное немецким философом Николаем Гартманом (1882—1950). Его основу составляет разработанная им под влиянием феноменологии критическая, или новая, онтология, основные положения которой изложены в четырёх томах, опубликованных в 1935—1950 годах.
Будучи сначала последователем марбургской школы неокантианства, Гартман к началу 1920-х годов под влиянием работ Эдмунда Гуссерля отошёл от него, став основателем критической онтологии. Познание, полагал теперь Гартман, — это не конструирование предмета, а трансцендентный акт, схватывающий то, что есть в себе. Бытие многоаспектно; в нём различаются наличное бытие и определённое бытие, возможность и действительность, реальное и идеальное. Реальное бытие многослойно. Гартман выделяет в нём четыре уровня: неорганическое, органическое, душевное и духовное. Каждый более высокий слой бытия опирается на более низкий, но при этом не сводим к нему.
В этике Гартман под влиянием Макса Шелера развивал теорию идеальных ценностей.

## К основоположению онтологии

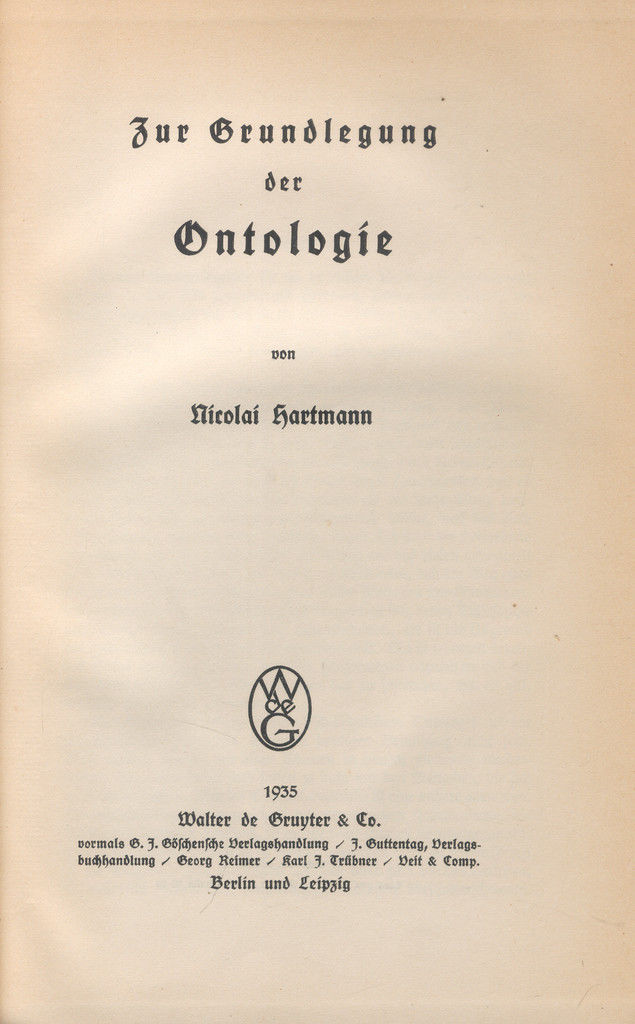
Титульный лист книги «Zur Grundlegung der Ontologie» («К основоположению онтологии»), 1935

Свою «новую онтологию» Николай Гартман противопоставил тем философским направлениям, которые центральное место в философии отводили теории познания. Одним из таких направлений была марбургская школа неокантианства, последователем которой Гартман был в ранний период своего творчества. Эта школа считала, что философия должна ограничиться теорией познания. Возражая против этого тезиса, Гартман полагает, что все философские направления по существу занимаются бытием. Это верно в том числе и по отношению к идеалистам, признающим идеальный характер бытия. Так, например, тезис Беркли «быть — значит быть воспринимаемым» («esse est percipi») есть вариант истолкования бытия. В учении Фихте интерпретация бытия предметного мира как продукта деятельности «Я» — тоже учение о бытии. В неокантианстве предпринималась попытка поместить сущее во всеобщий теоретико-познавательный (трансцендентальный) субъект. Во всех этих концепциях говорится о бытии. О нём говорят и идеалисты, и материалисты, расходясь лишь в вопросе о том, что именно существует — идея, дух или материя.
Онтология Гартмана начинается с понятия сущего (существующего). Сущее разнообразно; физические, психические, социальные явления демонстрируют это разнообразие. Единственным общим признаком во всём существующем является то, что оно есть, существует. Эта общность сущего выражается понятием бытия.
Бытие раскрывается путём выявления «моментов» бытия (в истории философии им приблизительно соответствует противоположность «сущности» и «существования»), «модусов» (возможность и действительность) и «способов» бытия (идеальное и реальное). Сначала Гартман излагает своё учение о моментах бытия. Во всём существующем имеются:
1. момент существования, «вот-бытия» (Dasein);
2. момент определённого бытия, «так-бытия» (Sosein).

Термины Dasein и Sosein Гартман использует вместо, по его мнению, не вполне подходящих для данного анализа терминов прежней онтологии existentia (существование) и essentia (сущность).
Момент вот-бытия указывает на то, что нечто существует; момент так-бытия характеризует качественную определённость этого нечто. При этом, согласно Гартману, противоположность двух моментов бытия относительна. Так, например, существование (Dasein) листа на дереве является определённостью (так-бытием, Sosein) этого дерева; существование этого дерева в этом лесу является определённостью этого леса, и т. д.
Если в прежней онтологии термин существование (existentia) употреблялся только по отношению к реальному миру, то, по Гартману, неправомерно отождествлять существование (Dasein) и реальность; они относятся к различным парам противоположностей: вот-бытие (Dasein) — так-бытие (Sosein) и реальность — идеальность.
Реальное — это то, что существует во времени. Время — основная характеристика реального. С ней связана вторая характеристика реального — его индивидуальность, неповторимость.
Идеальное отличается от реального своей вневременностью, неизменностью. Идеальное бытие, по Гартману, присуще математическим предметам, законам логики, всеобщим сущностям реального (изучаемым феноменологией), а также ценностям. Математическое бытие подчинено логическим законам. Так, доказательства евклидовой геометрии построены в соответствии с модусами силлогистики; любое уравнение предполагает закон тождества и т. д.
Идеальное присутствует в реальном как его структура. «Идеальное бытие, — пишет Гартман, — индифферентно по отношению к реальному, а именно в отношении своей реализации в мире. Но реальное бытие никогда не бывает индифферентным к идеальному: оно всегда уже предполагает идеальную структуру, несет её в себе».
Рассматривая проблему познания реального мира, Гартман исходит из формулируемого им закона «трансцендентности актов познания», который является результатом анализа феномена познания. Этот анализ выявляет сущностную особенность познания, отличающую его от других актов сознания: если мыслить или представлять себе можно что угодно, то познавать можно только то, что есть независимо от познания. Это означает, что если познание есть, то оно обязательно является познанием того, что есть «в себе».
Данность в-себе-бытия реального мира Гартман иллюстрирует космическим контекстом человеческой жизни: «…порой космический контекст выступает, подавляя собой, словно сбивая все с ног, в непосредственную данность, и тогда затронутость человека достигает степени интенсивности, оставляющей далеко позади себя всякий прочий опыт. Землетрясения, извержения вулканов, наводнения заставляют его содрогнуться до глубины души, почувствовать себя мелким, зависимым, подвластным…»
Познание идеального бытия является априорным и основывается на непосредственном усмотрении содержания предмета.

## Возможность и действительность
По мысли Гартмана, реально возможным является только то, все условия чего действительны. Наличие полноты ряда условий делает явление возможным, и оно же делает его действительным и необходимым. «Ничто не является возможным, если оно не является необходимым», — пишет Гартман. Он полагает, что внутри сферы реального бытия нет случайных явлений; случайными Гартман признаёт только первые члены рядов условий, находящиеся на границах этой сферы.
Обыденное представление о множестве возможностей обусловлено, по Гартману, ограниченностью нашего знания. «Если берут узкий частичный процесс, то представляется открытый горизонт возможностей», однако «в самом процессе имеется только единственная реальная возможность», — пишет он.
В идеальном бытии определяющим условием возможности чего-либо является его непротиворечивость. При этом идеальная возможность чего-либо означает, по Гартману, также его идеальную действительность. Со своей стороны, реально действительным может быть только непротиворечивое, поэтому реальная действительность чего-либо означает также его идеальную действительность.

## Строение реального мира
Общими принципами всего конкретного являются категории. В них выражаются структурные единство и многообразие реального мира. Строение реального мира исследуется посредством категориального анализа. По Гартману, категории не являются понятиями, они объективны и познаются путём анализа предметов.
Гартман различает категории предметов и категории познания. Те и другие совпадают частично. Так, среди категорий предметов есть такие, которых нет среди категорий познания. Это частичное совпадение двух видов категорий, обозначаемое Гартманом «основным категориальным отношением», является условием возможности априорного познания. Так, астроном может вычислить траекторию движения небесного тела потому, что законы познания, лежащие в основе его вычислений, имеют объективное значение. «Любой предмет познаваем априори постольку, поскольку его категории являются одновременно категориями познания», — пишет Гартман. Граница идентичности (совпадения) категорий является границей априорной познаваемости предметов и в силу этого, по Гартману, является границей рациональной познаваемости вообще. То, где эта граница проходит, устанавливается путём конкретного содержательного анализа категорий. Гартман считал, что в различных предметных областях философии есть проблемы, которые до конца не разрешимы.
Фундаментальные категории относятся как к реальному миру, так и к идеальному бытию. Гартман выделяет три группы фундаментальных категорий:
- модальные категории;
- структурные категории;
- категориальные законы[19].

Модальные категории: возможность, действительность, необходимость и соответствующие им отрицательные категории.
Структурные категории («противоположности бытия»):
I группа
| 1. Принцип — конкретное (Prinzip — Konkretum)             |
| 2. Структура — модус (Struktur — Modus)                   |
| 3. Форма — материя (Form — Materie)                       |
| 4. Внутреннее — внешнее (Inneres — Ausseres)              |
| 5. Детерминация — зависимость (Determination — Dependenz) |
| 6. Качество — количество (Qualitat — Quantitat)           |

II группа
| 7. Единство — многообразие (Einheit — Mannigfaltigkeit)       |
| 8. Согласование — противоречие (Einstimmigkeit — Widerstreit) |
| 9. Противоположность — мерность (Gegensatz — Dimension)       |
| 10. Дискретность — непрерывность (Discretion — Kontinuitat)   |
| 11. Субстрат — отношение (Substrat — Relation)                |
| 12. Элемент — система (Element — Gefuge)                      |

Категориальные законы разделяются на четыре группы:
1. Законы значения (Gesetze der Geltung)
2. Законы когерентности (Gesetze der Koherenz)
3. Законы расслоения (Gesetze der Schichtung)
4. Законы зависимости (Gesetze der Dependenz)

Каждая из этих четырёх групп состоит из четырёх элементарных законов.
Законы значения: 

1. Закон принципа (Gesetz des Princips) 

2. Закон значения слоя (Gesetz der Schichtengeltung) 

3. Закон принадлежности к слою (Gesetz der Schichtenzugehorichkeit) 

4. Закон детерминации слоя (Gesetz der Schichtendetermination)
Законы значения являются истолкованием природы категории. Закон принципа состоит в том, что бытие категории есть бытие принципа по отношению к конкретному. Закон значения слоя утверждает, что в пределах данного слоя бытия категории детерминируют всё конкретное без исключения. Закон принадлежности к слою утверждает, что значение категорий в полной мере распространяется только на данный слой, а вне его они имеют ограниченное и модифицированное значение. Закон детерминации слоя гласит, что категории данного слоя являются для него не только обязательными (bindend), но и достаточными: всё «принципиальное» в конкретном содержании этого слоя полностью исчерпывается его категориями.
Законы когерентности (связанности): 

1. Закон связи (Gesetz der Verbundenheit) 

2. Закон единства слоя (Gesetz der Schichteneinheit) 

3. Закон целостности слоя (Gesetz der Schichtenganzheit) 

4. Закон импликации (Gesetz der Implikation) 
 Четыре закона когерентности по существу являются четырьмя аспектами одного закона, поскольку выражают одно и то же отношение с разных сторон.
Закон связи утверждает, что в каждой детерминации участвуют все категории данного слоя. Например, категориями «физически-материального» слоя бытия являются пространство, время, процесс, субстанция, причинность; все они участвуют в детерминации каждого случая, относящегося к этому слою.
Закон единства слоя распространяет эту когерентность (связанность) на сами категории. «Этот закон утверждает больше, чем первый закон связи, — пишет Гартман, — он переносит когерентность из детерминации на сами категориальные структуры…» Весь слой категорий детерминирует реальные случаи как единая комплексная общая категория (Gesamtkategorie), моментами которой являются все отдельные категории.
Закон целостности слоя утверждает, что единство слоя категорий является «неделимой целостностью, которая имеет prius по отношению к элементам» (Гартман). Эта целостность подразумевает также замкнутость, ограниченность значения целостности пределами данного слоя.
Закон импликации утверждает, что любая отдельная категория данного слоя имплицирует все остальные его категории.
По Гартману, законы когерентности лежат в основе метода, который Платон назвал диалектическим.
Законы расслоения: 

1. Закон возвращения (Gesetz der Wiederkehr) 

2. Закон изменения (Gesetz der Abwandlung) 

3. Закон нового (Gesetz des Nowum) 

4. Закон дистанции между слоями (Gesetz der Schichtendistanz)
Закон возвращения утверждает, что категории нижних слоёв повторяются в высших слоях, причём это отношение односторонне. При этом повторяются («возвращаются») не все категории. Кроме того, категории повторяются нередко со значительными ограничениями, некоторые — только в ближайшем слое.
Закон изменения выражает обратную сторону «возвращения»: элементы категорий изменяются при их «возвращении» в высших слоях. Иллюстрацией закона изменения могут служить различия в категории единства, присутствующей на разных уровнях: единство в идеальном мире (низший уровень бытия); единство вещи в многообразии её свойств; единство организма в многообразии его форм и процессов; единство сознания в многообразии его актов и переживаний; единство личности, народа, государства, науки и т. д.
Закон нового говорит, что изменение «возвращающихся» категорий определено новым. Высшее конкретное не может быть понято из категорий низшего конкретного, поскольку оно не является простой комбинацией низшего. «Мысль о комбинаторике, которая лежит в основе всех попыток объяснения подобного рода в отношении категориального расслоения реального мира, — ложный путь. Это искусственное упрощение…», — пишет Гартман.
Закон дистанции между слоями утверждает, что «возвращение» и изменение происходят не непрерывно, а скачками. По Гартману, этот закон описывает отношение, которое приходится признать, поскольку непрерывные переходы между слоями нам неизвестны.
Законы зависимости: 

1. Закон силы (Gesetz der Schichtenstarke) 

2. Закон индифферентности (Gesetz der Indifferenz) 

3. Закон материи (Gesetz der Materie) 

4. Закон свободы (Gesetz der Freiheit)
Закон силы утверждает, что более низкие категории всегда более «сильные» в отношении детерминации. Так, например, «зависимость, ранимость, разрушаемость духовного бытия и вообще живого, — пишет Гартман, — стоит в резкой противоположности к независимости и могуществу космически-физических отношений».
Закон индифферентности гласит, что низший слой категорий индифферентен к тому, что он является основой для высших категорий: «низшее ни на какой ступени не имеет „тенденции“ быть носителем высшего…» (Гартман), оно безразлично к какому-либо преобразованию и надстраиванию.
Закон материи гласит: «Низшие категории определяют высший слой бытия только либо как „материя“, либо как фундамент бытия. Они ограничивают только поле действия (Spielraum) высших категорий, но не их высшую форму и особый вид» (Гартман).
Закон свободы гласит, что в границах, устанавливаемых низшими категориями, высшие категории «свободны», им присуща автономия по отношению к низшим слоям бытия.
Согласно Гартману, бытие имеет слоистую структуру; в реальном бытии Гартман обнаруживает иерархию четырёх качественно различных слоёв:
1. неорганического (физически-материального),
2. органического (живого),
3. душевного,
4. духовного[27][28][29].

Гартман различает «душу» и «дух»; душа, по Гартману, присуща существам, обладающим сознанием, к которым он относит и животных; дух — свойство человека. В области духа Гартман различает: «личный дух», носителем которого является отдельная личность; объективный дух, носитель которого — социальная общность (объективный дух проявляется, например, в нравах, языке, мировоззрении, морали, праве); «объективированный дух» — произведения искусства, науки, промышленности и т. д.

## Философия природы

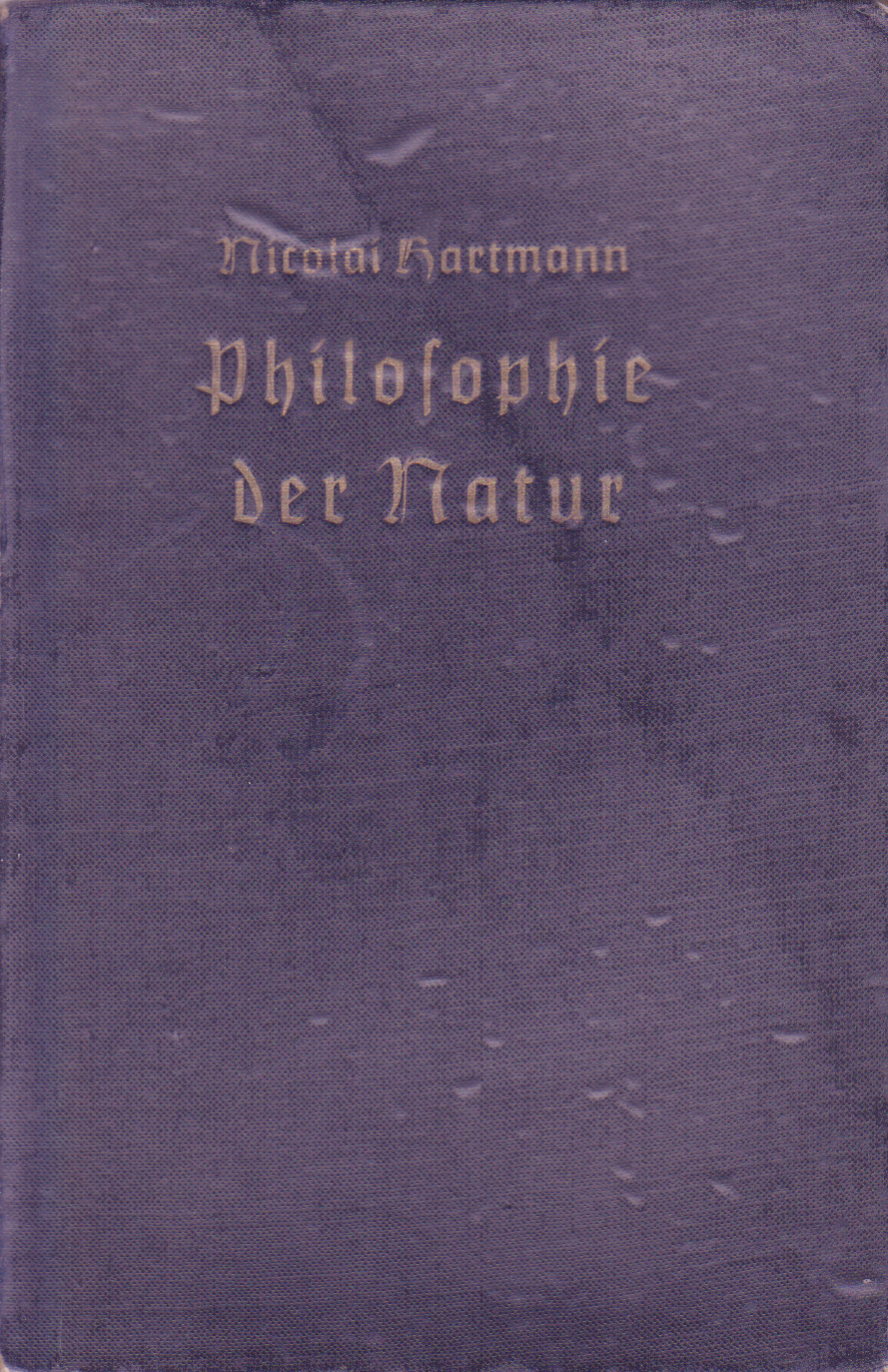
Обложка книги «Philosophie der Natur» («Философия природы»), 1950

В 1948 году в связи с предстоящей публикацией четвёртого тома своей онтологии — «Философии природы» — и переизданием первого тома («К основоположению онтологии») Гартман писал: 
В 1941—1943 годах появился четвёртый том, входивший в планы с самого начала, так что первые три заранее ссылались на него во многих местах… 

 Тем самым перспектива, открытая «Основоположением», расширяется. Выходя заново, это сочинение заявляет о себе как пролегомен к более обширному целому, которое, хотя и не получает завершения (а при сегодняшнем состоянии проблемы, пожалуй, и не может его получить), все же оказывается расширенным на одно существенное звено.
В «Философии природы» Гартман исследует категории низших слоёв реального мира — неорганической и органической природы. Это исследование начинается с анализа категорий пространства и времени.
Гартман различает три вида пространства: идеальное, реальное и пространство наглядного созерцания. Идеальное пространство — предмет геометрии. Его основные «категориальные моменты»: однородность, непрерывность и бесконечная делимость. Идеально возможны так называемые искривлённые пространства разного рода кривизны, законы которых определяются разными системами аксиом.
Реальное пространство относится к идеальному как частный случай к роду. Реальное пространство, в отличие от идеального, может быть только одно, поскольку есть только один реальный мир. Реальное пространство — «форма и категориальное условие внешнего мира» (Гартман). Протяжённость, по Гартману, не является свойством пространства; так, «элементарная длина в квантовой теории — это длина „в“ пространстве, а не мельчайшая единица пространства. Только реальные тела могут иметь „наименьшую меру“», — пишет он.
Третий вид пространства — пространство наглядного созерцания — характеризуется тем, что оно «является пространством в сознании, в то время как само сознание со всеми своими содержаниями непространственно» (Гартман). Этот вид пространства имеет ряд форм, в числе которых пространство восприятия, пространство представления и пространство переживания.
Как и в отношении пространства, Гартман различает три вида времени: идеальное время, реальное время и время созерцания. По мнению Гартмана, «чистое содержание» времени — это ритм.
Мировые события происходят в реальном времени и поэтому отличны от него: «то, что длится во времени, не есть само время» (Гартман). Время однородно; оно не может течь медленней или быстрей. В отличие от пространства, время, во-первых, одномерно; во-вторых, ему присуща динамика (течение); в-третьих, происходящие во времени события состоят из ряда моментов «теперь». Время однонаправленно.
Время созерцания отличается от реального времени своей неравномерностью (время может казаться замедленным или ускоренным в зависимости от различных эмоций и того, насколько содержательны заполняющие его события) и «свободной подвижностью субъекта в представлении» (в представлении субъект может перемещаться во времени, как в пространстве, не будучи связан необратимостью времени). Второму из этих отличий Гартман придаёт особое значение. Он пишет: «Свободная подвижность, которую имеет сознание во времени созерцания… является решающим пунктом в особом положении, которое занимает в мире человек как действующее, планирующее, свободное и ответственное существо…».
Обращаясь к анализу специальной теории относительности, Гартман приходит к выводу, что она имеет значение только для сферы наблюдаемого. «С онтологической точки зрения многое в мире не может быть констатируемо. Оно существует везде там, где связи указывают на нечто, не могущее быть охваченным нашими методами установления. Одновременность двух событий в различно движущихся системах может существовать без возможности её наблюдения», — пишет он.
Вслед за категориями пространства и времени Гартман рассматривает категории, называемые им космологическими. Наиболее общие из них — это реальное отношение, процесс и состояние.
В реальном отношении (Verhaltnis) выступает фундаментальная категория отношения (Relation) применительно к «физически-космическому бытию». Категория реального отношения выражается в том, что природные образования «релациональны», то есть «построены» из отношений. При этом, как пишет Гартман, там, «где есть реальные отношения, должен быть их субстрат» (носитель).
Различные формы реального отношения — стадии процессов. Процесс, как и время, в котором он совершается, характеризуется длительностью и последовательностью. Сущность процесса — в смене состояний.
Далее Гартман рассматривает такие категории реального мира как субстанция, причинность, взаимодействие, закон. В категории субстанции выделяются момент относительного постоянства и носитель этого постоянства (субстрат). Субстанция, по Гартману, — это категория только неорганической природы; в более высоких слоях реального мира также есть относительная устойчивость, но, как полагает Гартман, там нет её субстрата и, соответственно, субстанции.
Категория причинности связана с категорией процесса и имеет значение для всех слоёв реального мира. Как пишет Т. Н. Горнштейн, закон причинности, по Гартману, состоит в том, что нет ничего в последующем состоянии, что не определялось бы предыдущим состоянием. Однако отношение обусловленности есть не только между последовательными состояниями, но и между одновременными. То, что является причинностью для последовательности, для одновременности является взаимодействием. Иллюстрацией взаимодействия может служить, например, лежащий на подушке шарик (отношение веса шарика и сопротивления подушки).
Всякая реальная причинная связь индивидуальна. Однако индивидуальность непознаваема. В науке имеет значение не «индивидуальная», а обобщённая причинность. Относительное сходство различных комплексов причин и действий выражают законы. Существование в мире такого сходства, формирующего «типику» процессов, делает эти процессы познаваемыми.
Последняя группа космологических категорий включает в себя такие категории как: динамическая система, динамическое равновесие, ступенчатость и центральная детерминация. Предметом анализа здесь является область дискретных образований. «Основной тип естественного образования» — это динамическая система (dynamische Gefuge). С наличием в природе динамических систем связан ступенчатый характер природы, при котором внешние силы меньших систем являются одновременно внутренними силами бо́льших систем; так, например, внешняя сила атомов является внутренней силой для молекул. Сохранение динамических систем происходит на основе динамического равновесия (внутреннего «выравнивания» процессов и сил). «Эти формы равновесия, — пишет Гартман в работе „Цели и пути категориального анализа“ (1947), — являются основным категориальным моментом, имеющим силу для всех высших форм систем (вплоть до общественных)». В основе динамического равновесия лежит особая форма детерминации динамических систем, которую Гартман называет центральной детерминацией. Центральная детерминация — это определяемость систем изнутри. Эта форма детерминации «господствует в космических образованиях, как в самых малых, так и в самых больших» (Гартман).
В заключительной, третьей части «Философии природы» Гартман рассматривает органологические категории: органическая система, филогенез, органическая детерминация и др.

## Этика

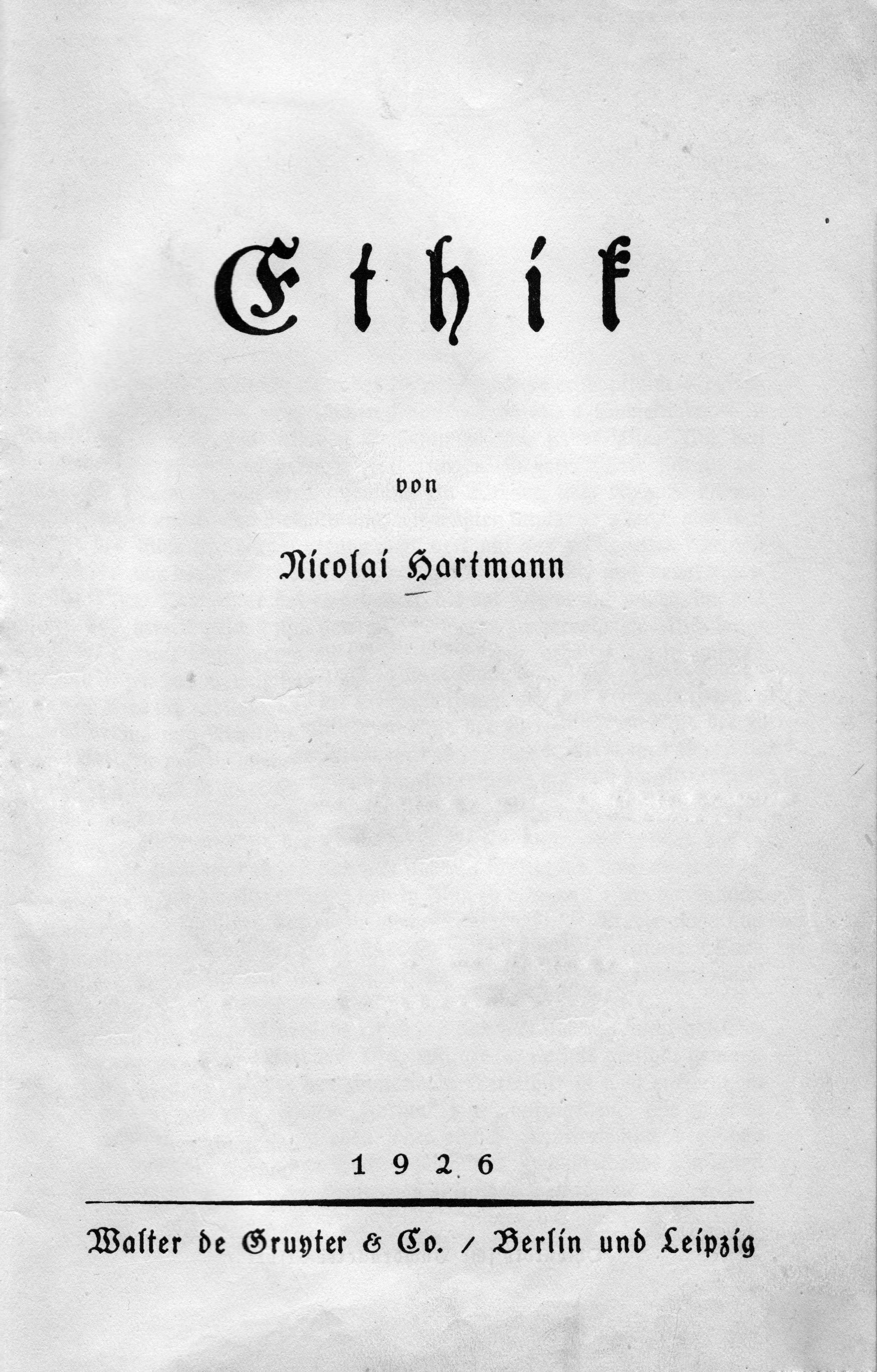
Титульный лист «Этики», 1926

В «Этике» (1926) Гартман, следуя за Шелером, настаивает на возможности содержательного априоризма в теории ценностей.
Моральные ценности требуют согласования сущего с должным, но сами собой не могут осуществляться в мире, поскольку в нём всё происходит по законам реальности. Осуществить требование ценности может только человек. Человек познаёт ценности посредством особого рода интеллектуальной интуиции, имеющей эмоциональную окраску.
Человека можно обучать добродетели посредством майевтики — способа обучения, который описал Платон в диалоге «Менон» применительно к геометрии. Этика может направлять нравственное сознание человека на то, что уже в человеке есть, но ещё им не осознано. В качестве майевтики нравственного сознания этика нормативна. Однако единственным способом данности человеческому сознанию ценностей является его собственное априорное ценностное чувство.
Первичное открытие нравственных ценностей происходит в самой человеческой жизни. Возникающие в жизни конфликты ставят человека перед необходимостью принятия нравственного решения и тем самым приводят его к постижению новых ценностей. Сама человеческая история представляет собой процесс открытия новых нравственных ценностей. В этом процессе изменяется ценностное сознание, но не сами ценности, которые, по Гартману, идеальны и поэтому неизменны. Изменение оценок, при котором сегодня могут представляться порочными действия, которые раньше оценивались как благие, означает не изменение ценностей, а изменение «поля зрения» ценностного сознания, которое сегодня схватывает иной фрагмент царства ценностей, чем раньше, в связи с чем меняются критерии оценки действительности.
Человек занимает особое положение в мире. Он подчинён реальной причинной детерминации, и в то же время ему присуща относительная автономия по отношению к ней. Как духовное существо он идеально детерминирован ценностями; однако и учёта этих двух детерминаций, причинной и ценностной, оказывается недостаточно для объяснения человеческих действий. В целом, действия человека, по Гартману, зависят ещё и от его свободного выбора. Сущность этой человеческой свободы Гартман считает до конца не познаваемой.
Этика Гартмана является частью его общей теории ценностей. По Гартману, нравственные ценности, к которым он относит «ценности личности и акта» (то есть ценности действий, воли, намерений человека), надстраиваются над ценностями блага, носителями которых являются вещи, реальные отношения, жизненные ситуации.
В работе «Эстетика» (опубликована в 1953) Гартман перечисляет следующие классы ценностей, начиная классификацию «снизу»:
«I. Ценности блага, охватывающие все ценности полезного для нас и служащего [нам] средством…
II. Ценности удовольствия, называемые обычно „приятным“.
III. Жизненные ценности, присущие всему живому… Все, что полезно для жизни…
IV. Нравственные ценности, охватываемые понятием „добро“.
V. Эстетические ценности, охватываемые понятием „прекрасное“.
VI. Познавательные ценности; собственно только одна… „истина“» («Эстетика», 1958, с. 477).
Последние три класса относятся к духовным ценностям; при этом Гартман отрицает превосходство одной из духовных ценностей над другими.

## Эстетика
По Гартману, эстетический предмет двуслоен: он состоит из «переднего плана», данного чувственному созерцанию, и «заднего плана», доступного «сверхчувственному» созерцанию. Эстетическое отношение к миру есть «отношение проявления заднего плана через передний», благодаря чему «бытие эстетического предмета» открывается («пробуждается») «для готового к восприятию живого духа».

## Влияние

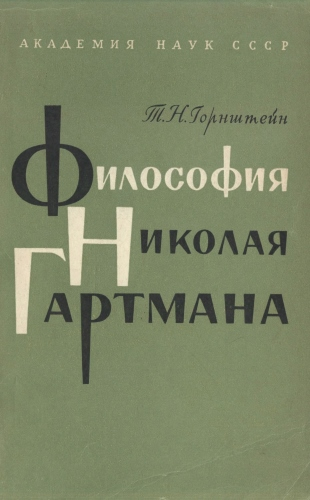

Философия Николая Гартмана оказала влияние на ряд учёных. Её последователем был биолог Макс Гартман. На критическую онтологию Николая Гартмана опирались психиатры Курт Шнайдер, Ганс Йорг Вайтбрехт, Э. Грюнталь, невролог Рихард Юнг. Также она оказала влияние на логотерапию и экзистенциальный анализ, разработанные В. Франклом. 

Российский психиатр Ю. С. Савенко писал: 
Мой собственный опыт, со времени прочтения в 1969 г. книги Татьяны Николаевны Горнштейн «Философия Николая Гартмана», состоит в сильном переживании инсайта, благодаря критической онтологии, которая дает принципиально большую ясность понимания, принципиально больший уровень терпимости к другим позициям, и реально помогает в головоломных проблемах и противоречиях, которыми так богата наша профессия.
Сторонником критической онтологии был философ Гюнтер Якоби.

## Оценки и критика
Макс Шелер, будучи сам религиозным философом, высоко оценил имеющую атеистическую тенденцию «Этику» Гартмана, которая, как писал Шелер, «во многих отношениях в высшей степени плодотворно продолжает мои усилия в разработке материальной этики ценностей».
Ю. М. Бохенский в середине XX века писал: «Николай Гартман, несомненно, является одной из самых значительных фигур в современной философии… Сила Гартмана в точности анализа и в редкой среди немцев способности ясно выражать свои мысли, в то же время глубоко проникая во всё, что он при этом имеет в виду. Его произведения действительно являются образцом трезвой точности и научной всесторонности».
По мнению Ганса Мейера (1884—1966), «если отвлечься от экзистенциализма как особого течения, то окажется, что две фигуры наложили отпечаток на немецкую философию: Макс Шелер… и Николай Гартман, конструктор системы, с которым никто другой не может сравниться по огромной духовной культуре, охватывающей и философские, и естественные науки».
Историк феноменологического движения Герберт Шпигельберг отмечал, что «ни один мыслитель, связанный с феноменологией, не создал такой всеобъемлющей системы философии, какой является система Николая Гартмана».
В советской философской литературе Гартмана критиковали, в частности, за элементы агностицизма в его философии: ведь «не раз уже идеалистами и агностиками ставились пределы познанию, и все они были сметены поступательным движением наук…».
М. А. Киссель отмечал, что в философии Гартмана последовательность слоёв бытия рассматривается как факт, который можно анализировать, но в рамках онтологии нельзя генетически объяснить.

## Работы
- Hartmann N. Grundzüge einer Metaphysik der Erkenntnis. — Berlin — Leipzig: De Gruyter, 1921.
  - Hartmann N. Grundzüge der Metaphysik der Erkenntnis. — 4. Aufl. — Berlin, 1949.
- Hartmann N. Die Philosophie des deutschen Idealismus. I: Fichte, Schelling und die Romantik, II: Hegel. — Berlin — Leipzig: De Gruyter, 1923—1929.
- Hartmann N. Ethik. — Berlin: De Gruyter, 1926.
- Hartmann N. Systematische Philosophie in eigener Darstellung // H. Schwarz (ed.) Deutsche systematische Philosophie nach ihren Gestaltern. — Berlin: Junker und Dünnhaupt, 1931. — Т. I. — С. 283—340.
- Hartmann N. Das Problem des geistigen Seins. Untersuchungen zur Grundlegung der Geschichtsphilosophie und der Geisteswissenschaften. — Berlin: De Gruyter, 1933.
- Hartmann N. Zur Grundlegung der Ontologie. — Berlin: De Gruyter, 1935.
- Hartmann N. Möglichkeit und Wircklichkeit. — Berlin: De Gruyter, 1938.
- Hartmann N. Der Aufbau der realen Welt. Grundriss der allgemeinen Kategorienlehre. — Berlin: De Gruyter.
- Hartmann N. Neue Wege der Ontologie // Hartmann N. Systematische Philosophie. — Stuttgart: Kohlhammer, 1943. — С. 199—311.
- Hartmann N. German Philosophy in the Last Ten Years // Mind. — 1949. — Т. 58. — С. 413—433.
- Hartmann N. Philosophie der Natur. Abriss der speziellen Kategorienlehre. — Berlin: De Gruyter, 1950.
- Hartmann N. Teleologisches Denken. — Berlin, 1951.
- Hartmann N. Ästhetik. — Berlin: De Gruyter, 1953.
- Hartmann N. Wie ist kritische Ontologie überhaupt möglich? [1923] // Kleinere Schriften. — Berlin: De Gruyter, 1958. — Т. 3. — С. 268—313.

В переводе на русский язык
- Гартман Н. Эстетика = Ästhetik. — М., 1958.
  - Гартман Н. Эстетика = Ästhetik. — 2-е. — Киев: Ника-Центр, 2004. — 640 с. — ISBN 966-521-264-8.
- Гартман Н. Старая и новая онтология. (Пер. Д. Мироновой) // Историко-философский ежегодник 1988. — М.: Наука, 1988. — С. 320—324. — ISBN 5-02-008028-4.
- Гартман Н. Философско-историческое введение / Гартман Н. Проблема духовного бытия. Исследования к обоснованию философии истории и наук о духе. (Перевод А. Н. Малинкина) // Культурология. XX век: антология / Сост. С. Я. Левит. — М., 1995. — С. 608—648. — 703 с. — (Лики культуры). — 11 000 экз. — ISBN 5-7357-0044-8.
- Гартман Н. Познание в свете онтологии (Пер. с нем. А. Лаптева) // Западная философия: итоги тысячелетия. — Екатеринбург; Бишкек: Деловая книга; Одиссей, 1997. — С. 461—540. — ISBN 5-88687-027-X, ISBN 5-86745-025-2.
- Гартман Н. Систематическая философия в собственном изложении. (Пер. с нем. Ф. Вяккерева, В. Волжского) // Фауст и Заратустра. — СПб.: Азбука, 2001. — С. 207—274. — ISBN 5-267-00485-5.
- Гартман Н. Этика = Ethik / Пер. с нем. А. Б. Глаголева под ред. Ю. С. Медведева, Д. В. Скляднева. — СПб.: Владимир Даль, 2002. — 707 с. — ISBN 5-93615-016-X.
- Гартман Н. К основоположению онтологии / Пер. с нем. Ю. В. Медведева под ред. Д. В. Скляднева. — СПб.: Наука, 2003. — 639 с. — (Слово о сущем). — ISBN 5-02-026827-5.